# Jurowce (kolonia w województwie podlaskim)
Jurowce – kolonia w Polsce, położona w województwie podlaskim, w powiecie białostockim, w gminie Wasilków.
W 1929 r. majątek ziemski posiadał tu Artur Gartkiewicz (702 mórg) i Sergiusz Sazonow (614 mórg).
W latach 1975–1998 miejscowość należała administracyjnie do województwa białostockiego.
Na skraju wsi Jurowce znajduje się grób Nieznanego Żołnierza Wojska Polskiego, który poległ w 1939 roku.

## Urodzeni w Jurowcach
- Józef Szaybo (ur. 1841, zm. 1911) – rotmistrz kawalerii w czasie powstania styczniowego. Walczył w augustowskim, łomżyńskim i płockim[6] .